# Альбіон (селище, Нью-Йорк)
Альбіон (англ. Albion) — селище (англ. village) в США, в окрузі Орлінс штату Нью-Йорк. Населення — 5637 осіб (2020).

## Географія
Альбіон розташований за координатами 43°14′46″ пн. ш. 78°11′25″ зх. д. / 43.24611° пн. ш. 78.19028° зх. д. (43.246024, -78.190200).  За даними Бюро перепису населення США в 2010 році селище мало площу 7,56 км², уся площа — суходіл.

## Демографія
Згідно з переписом 2010 року, у селищі мешкало 6056 осіб у 2512 домогосподарствах у складі 1464 родин. Густота населення становила 801 особа/км².  Було 2714 помешкання (359/км²).
Расовий склад населення:
| - 83,7 % — білих - 9,2 % — чорних або афроамериканців - 0,7 % — азіатів - 0,5 % — корінних американців - 2,3 % — осіб інших рас |

До двох чи більше рас належало 3,6 %. Частка іспаномовних становила 6,3 % від усіх жителів.
За віковим діапазоном населення розподілялося таким чином: 25,3 % — особи молодші 18 років, 60,6 % — особи у віці 18—64 років, 14,1 % — особи у віці 65 років та старші. Медіана віку мешканця становила 36,7 року. На 100 осіб жіночої статі у селищі припадало 90,7 чоловіків;  на 100 жінок у віці від 18 років та старших — 86,0 чоловіків також старших 18 років.
Середній дохід на одне домашнє господарство  становив 41 452 долари США (медіана — 24 205), а середній дохід на одну сім'ю — 54 035 доларів (медіана — 37 273). За межею бідності перебувало 29,7 % осіб, у тому числі 39,7 % дітей у віці до 18 років та 10,8 % осіб у віці 65 років та старших.
Цивільне працевлаштоване населення становило 1955 осіб. Основні галузі зайнятості: освіта, охорона здоров'я та соціальна допомога — 26,1 %, сільське господарство, лісництво, риболовля — 12,0 %, роздрібна торгівля — 8,4 %, виробництво — 8,4 %.